# Ethniki Odos 22
Die Ethniki Odos 22 / Εθνική Οδός 22 (griechisch für ‚Nationalstraße 22‘) ist eine Nationalstraße in der Region Epirus in Nordgriechenland. Sie verbindet das Netz griechischer Nationalstraßen mit der albanischen Grenze und führt zum wichtigsten Grenzübergang zwischen Albanien und Griechenland. Sie ist zugleich Teil der Europastraße 853. Auf albanischer Seite bildet die Straße Rruga shtetërore SH4 ihre Fortsetzung.

## Verlauf
Die EO 22 zweigt von der Ethniki Odos 20 zwischen Ioannina und Kozani in der Ortschaft Kalpaki ab. Sie verläuft von Ost nach West über die Bergketten des westlichen Pindos-Gebirges in das Tal des Flusses Drinos. Sie passiert dabei den Tseravina-See nördlich und den das Drinos-Tal flankierenden Berg Akrorachi südlich. Nach Passage der griechisch-albanischen Grenze verläuft sie weiter nach Saranda. Ein Abzweig bei Jergucat führt nach Norden in die Stadt Gjirokastra.

## Ausbaustand
Die EO 22 wurde auf ihrer gesamten Strecke zweispurig mit äußerst breiten Fahrstreifen ausgebaut und befindet sich bis Kalpaki in einem guten Zustand. Neben der EO 22 wird der Ausbau von Kalpaki aus nach Süden in Richtung Ioannina geführt. Mit dem Stand vom 14. Februar 2006 ist sie kein Bestandteil des Neubaus der Ionia Odos (Autobahn 5 (A5)). In der Veröffentlichung der offiziellen Nummerierung griechischer Autobahnen vom Januar 2008 durch das Generalsekretariat des Ministeriums für Umwelt, Raumordnung und Öffentliche Bauten ist die EO 22 als Bestandteil der A5 (Ionia Odos) ausgewiesen.